# Sebastián Aguilera de Heredia
Sebastian Aguilera de Heredia (1561-1627) est un organiste espagnol, musicien et compositeur. Il est considéré comme le précurseur de l'école musicale baroque aragonaise. Seules deux œuvres pour clavier nous sont parvenues. 

## Biographie
Sebastian Aguilera de Heredia voit le jour le 15 août 1561, à Saragosse en Aragon. Il devient d'abord organiste à la cathédrale de Huesca, un poste qu'il occupe de 1585 à 1603. Il obtient ensuite une place plus prestigieuse, celle de premier organiste à la cathédrale Saint-Sauveur de Saragosse. En 1618, il publie un recueil d'œuvres pour clavier. Ami de Pedro Ruimonte, c'est à partir de 1620 qu'il enseigne son art à José Ximénez.
Sebastian Aguilera de Heredia meurt le 16 décembre 1627 à Saragosse.

## Son œuvre
Deux de ses œuvres pour clavier ont survécu :
- Canticum Beatissimae Virginis Deiparae Mariae (1618),
- Pièces pour clavier : Falsas, Tientos[2]

## Sources
- Michel Roubinet, « Sebastián Aguilera de Heredia », in Gilles Cantagrel (dir.), Guide de la musique d’orgue, Éditions Fayard, 1991.
- Nicolas Slonimsky, « Aguilera de Heredia, Sebastian » in Baker's Biographical Dictionary of Musicians, 1958 (p. 12).
- Alexander Silbiger, Keyboard Music Before 1700, Routledge, 2004 (pp. 326–330).